# بالديز بايسكس
بالديز بايسكس (بالإنجليزية: Baldi's Basics in Education and Learning)‏ هي لعبة فيديو أمريكية من نوع رعب البقاء والألعاب التعليمية والمحاكاة الساخرة صدرت لأول مرة في 31 مارس من عام 2018 ونالت أستقبال وشعبية واسعة منذ إصدارها وقصة اللعبة هي أنك في صف رياضيات وحدك أمام معلم رياضيات ذكي وأصلع يسئل اللاعب ثلاثة أسئلة في الرياضيات يجب أن تكون جميع الإجابات صحيحة.